# 리나 더넘
리나 더넘(Lena Dunham, 1986년 5월 13일 ~ )은 미국의 배우, 작가, 감독, 프로듀서이다.

## 출연 작품

### 영화
- 타이니 퍼니처 (2010) - 오라 역 (연출/각본에도 참여)
- 디스 이즈 40 (2012) - 캣 역
- 원스 어폰 어 타임 인 할리우드 (2019) - 캐서린 셰어("집시") 역

### 텔레비전
- 타이트 쇼츠 (2007; 감독/각본/편집에도 참여)
- Delusional Downtown Divas (2009; 감독/각본/제작에도 참여)
- 걸스 (2012-17) - 해나 호바스 역 (창작/감독/각본에도 참여)
- 캠핑 (2018; 창작/각본 참여)